# Seleção Polonesa de Voleibol Masculino
A seleção polonesa de voleibol masculino é uma equipe europeia composta pelos melhores jogadores de voleibol da Polônia. A equipe é mantida pela Federação Polonesa de Voleibol (em em polonês/polaco:  Polski Zwiazek Pilki Siatkowej, PZPS). É uma das maiores seleções de voleibol da história, nos últimos anos vem se destacando como uma das melhores equipes do mundo nesse esporte, tendo conquistado alguns importantes títulos intercontinentais e mundiais. Encontra-se na 1ª posição do ranking mundial da FIVB segundo dados de 20 de julho de 2025.

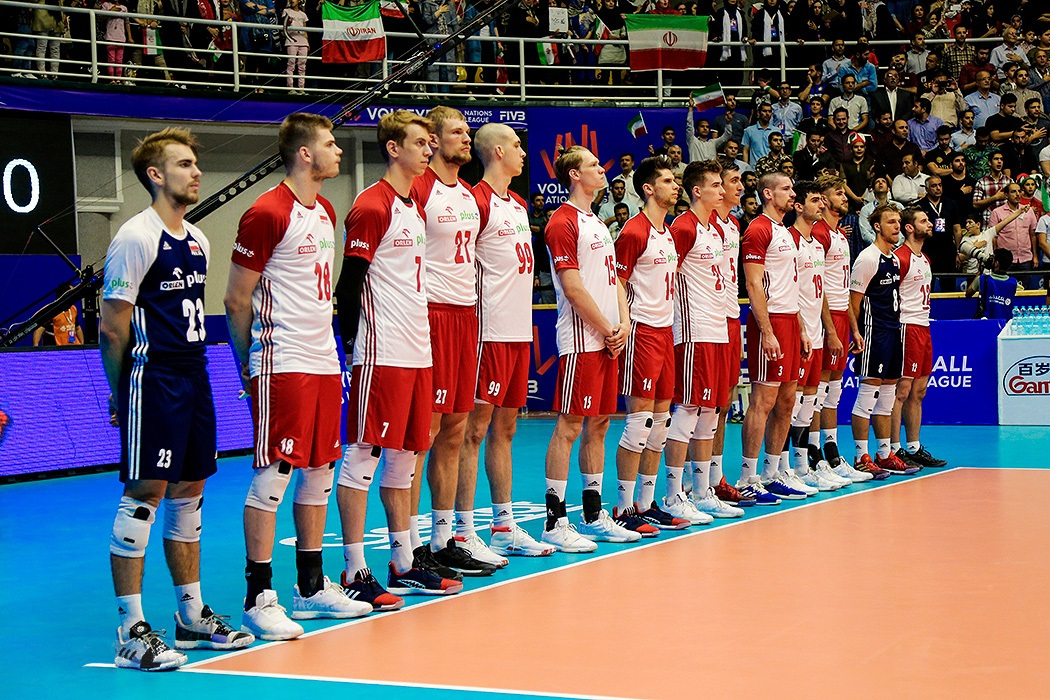
Equipe polonesa em 2019 pela Liga das Nações.

## Histórico

### Início do voleibol na Polônia
O voleibol surgiu na Polônia no início do século XX, inicialmente amador. Por volta de 1926 surgiu a Associação Polonesa de Jogos Esportivos, cujo nome mudou após a Segunda Guerra Mundial para Associação Polonesa de Basquetebol, Voleibol e Handebol (PZKKS). Esta associação teve participação ativa na criação das estruturas da Federação Internacional de Voleibol (FIVB), fundada em 1947. O primeiro vice-presidente desta foi o polonês Zygmunt Nowak. Após estes acontecimentos, deu-se a formação da equipe nacional de voleibol da Polônia.

### 1948-1949: Romuald Wirszyłło
Em fevereiro de 1948 a equipe foi formada pela primeira vez. No mesmo mês ela fez sua estreia internacional; no dia 28 jogou pela primeira vez na história contra a seleção da Checoslováquia no ginásio da ACM de Varsóvia. A vitória foi checoslovaca pelo placar de 3-2 (17-15, 11-15, 13-15, 15-4 e 15-12).
No mesmo ano foi organizado em Roma o primeiro Campeonato Europeu; porém, a seleção polonesa foi impossibilitada de participar porque as autoridades da Europa Ocidental proibiram jogadores oriundos da Europa Oriental a participar do campeonato. Pouco antes do Europeu, foi realizado em Sófia, Bulgária, os Jogos dos Bálcãs: este foi o primeiro torneio internacional com a presença dos poloneses. A equipe jogou seis vezes, perdendo da Checoslováquia, da Romênia e da Iugoslávia e vencendo a Bulgária, a Hungria e Trieste, terminando assim na quarta colocação.

### 1949-1952: Zygmunt Kraus
No ano de 1949 a equipe polonesa estreou no Campeonato Mundial de Voleibol (a primeira edição deste), realizado em Praga, Checoslováquia.
A Polônia jogou a primeira fase no grupo C, junto com os Países Baixos e a campeã europeia, Romênia. No primeiro jogo, venceu os Países Baixos por 3-0 (15-2, 15-7, 15-3).  Já no segundo, derrota para os romenos por 3-0 (15-2, 15-7 e 15-3); ainda assim ambos se classificaram para a fase final, juntamente com a URSS (campeã), a Checoslováquia, França e a Bulgária. Na fase final, vingou-se dos romenos e venceu os franceses e terminou o campeonato em quarto lugar.
Em 1950 o evento-alvo foi o Campeonato Europeu. Em preparação, a Polônia jogou dois amistosos contra a Romênia (vitória de 3-0 e empate de 2-2) e um torneio amistoso em Praga contra a Romênia (derrota de 3-0), a Checoslováquia (derrota de 3-1) e a China (vitória de 3-0).
A estreia no II Campeonato Europeu, realizado em Sófia (Bulgária) foi no dia 15 de outubro, perdendo para a Checoslováquia (3-1). Nos dias seguintes perdeu para a URSS (3-0), Bulgária (3-0), Hungria (3-1) e Romênia (3-1), terminando a competição em último lugar.
Em 1951 a Polônia participou do Campeonato Mundial Acadêmico, em Berlim. A equipe derrotou todos os asiáticos, mas teve que reconhecer a superioridade das demais representações da Europa Oriental.
Após os fracassos nos campeonatos disputados a direção do voleibol polonês reconheceu o baixo nível da equipe e decidiram não disputar o Campeonato Europeu de 1951, em Paris.

### 1952-1953: Wiesław Piotrowski
Em 1952, após as sucessivas derrotas o técnico Zygmunt Kraus foi despedido e substituído por Wiesław Piotrowski. A principal tarefa do novo treinador foi preparar a equipe para o próximo campeonato mundial. A seleção realizou a preparação na Alemanha Oriental realizando uma série de amistosos com equipes locais:
- em Halle an der Saale contra o Wissenschaft Halle;
- em Potsdam contra o Lokomotive Lichtenberg e o Brandenburg;
- em Berlim contra a Alemanha Oriental.

Em todos os jogos, os poloneses venceram de 3-0.
O Campeonato Mundial de 1952 ocorreu entre os dias 17 e 19 de agosto. A Polônia caiu no grupo A, juntamente com a Bulgária, a Finlândia e a Hungria. Na primeira partida, vitória sobre os finlandeses por 3-0 (15-8, 15-5 e 15-6). Na segunda partida chegou a abrir 2-0 sobre a Hungria mas sofreu a virada (8-15, 10-15, 15-9, 15-10, 15-6). Na última partida, crucial para que os poloneses se classificassem para a fase final, nova derrota para a medalhista de bronze da edição anterior, Bulgária por 3-0 (15-7, 15-5, 15-10). Terminou a primeira fase em terceiro lugar do grupo A e disputou a classificação entre 7º e 12º lugares. No torneio de consolação, venceu todos os seus adversários (Índia, Israel, Finlândia e Líbano) por 3-0 e terminou em sétimo lugar.
Após o Mundial a equipe liderada por Wiesław Piotrowski jogou ainda mais dois amistosos: em 7 de setembro perdeu de 3-0 para a Checoslováquia e em 7 de dezembro pelo mesmo placar para a equipe de juniores da União Soviética.

### Anos 70
A seleção polonesa teve grande sucesso nas décadas de 70  quando se opôs ao domínio absoluto da toda poderosa União Soviética, ganhando a medalha de ouro nos Jogos Olímpicos de Montreal de 1976 e no Campeonato Mundial de 1974.

### O Ressurgimento Mundial
Em 24 de outubro de 2013, foi anunciado o novo treinador Stéphane Antigo. Com este novo treinador algumas mudanças foram feitas.
Em 21 de setembro de 2014, a Seleção Polaca foi coroada campeã mundial 40 anos depois, na edição disputada como anfitriã, derrotando o Brasil por 3 a 1 na final parciais ( 25-18, 22-25, 23-25 y 22-25).
No mundial de vôlei 2018 a Polônia tornou a vencer o Brasil por três sets a zero na final do Mundial de vôlei, parciais (28-26, 25-20 e 25-23). O Brasil foi facilmente dominado pelos poloneses em grande noite de Kurek e Kubiak que foram os principais destaques da Polônia, que fechou o jogo em apenas 1 hora e 7 minutos.
A Polónia, bicampeã em 2014 e 2018, foi novamente a uma final e novamente como anfitriã, porém com adversário diferente já que havia batidos os brasileiros na semifinal. Dessa vez a final foi contra os italianos, contudo dessa vez os polacos foram derrotados por 3 a 1, parciais (22-25, 25-21, 25-18 e 25-20).

## Resultados obtidos nos principais campeonatos

### Jogos Olímpicos
| Ano  | Sede             | Classificação |
| ---- | ---------------- | ------------- |
| 1968 | Cidade do México | 5º            |
| 1972 | Munique          | 9º            |
| 1976 | Montreal         | 1º            |
| 1980 | Moscou           | 4º            |
| 1996 | Atlanta          | 11º           |
| 2004 | Atenas           | 5º            |
| 2008 | Pequim           | 5º            |
| 2012 | Londres          | 5°            |
| 2016 | Rio de Janeiro   | 5°            |
| 2020 | Tóquio           | 5°            |
| 2024 | Paris            | 2°            |

### Campeonato Mundial
| Ano  | Sede                | Classificação |
| ---- | ------------------- | ------------- |
| 1949 | Tchecoslováquia     | 4º            |
| 1952 | União Soviética     | 7º            |
| 1956 | França              | 4º            |
| 1960 | Brasil              | 4º            |
| 1962 | União Soviética     | 6º            |
| 1966 | Tchecoslováquia     | 6º            |
| 1970 | Bulgária            | 5º            |
| 1974 | México              | 1º            |
| 1978 | Itália              | 8º            |
| 1982 | Argentina           | 6º            |
| 1986 | França              | 9º            |
| 1998 | Japão               | 17º           |
| 2002 | Argentina           | 9º            |
| 2006 | Japão               | 2º            |
| 2010 | Itália              | 13º           |
| 2014 | Polónia             | 1º            |
| 2018 | Bulgária / Itália   | 1º            |
| 2022 | Eslovênia / Polónia | 2º            |

### Copa do Mundo
| Ano  | Sede              | Classificação |
| ---- | ----------------- | ------------- |
| 1965 | Polónia           | 2º            |
| 1969 | Alemanha Oriental | 8º            |
| 1977 | Japão             | 4º            |
| 1981 | Japão             | 4º            |
| 2011 | Japão             | 2º            |
| 2015 | Japão             | 3º            |
| 2019 | Japão             | 2º            |

### Copa dos Campeões
| Ano  | Sede  | Classificação |
| ---- | ----- | ------------- |
| 2009 | Japão | 4º            |

### Campeonato Europeu
| Ano  | Sede                                            | Classificação |
| ---- | ----------------------------------------------- | ------------- |
| 1950 | Bulgária                                        | 6º            |
| 1955 | Roménia                                         | 6º            |
| 1958 | Tchecoslováquia                                 | 6º            |
| 1963 | Roménia                                         | 6º            |
| 1967 | Turquia                                         | 3º            |
| 1971 | Itália                                          | 6º            |
| 1975 | Iugoslávia                                      | 2º            |
| 1977 | Finlândia                                       | 2º            |
| 1979 | França                                          | 2º            |
| 1981 | Bulgária                                        | 2º            |
| 1983 | Alemanha Oriental                               | 2º            |
| 1985 | Países Baixos                                   | 4º            |
| 1989 | Suécia                                          | 7º            |
| 1991 | Alemanha                                        | 7º            |
| 1993 | Finlândia                                       | 7º            |
| 1995 | Grécia                                          | 6º            |
| 2001 | Chéquia                                         | 5º            |
| 2003 | Alemanha                                        | 5º            |
| 2005 | Itália / Sérvia e Montenegro                    | 5º            |
| 2007 | Rússia                                          | 11º           |
| 2009 | Turquia                                         | 1º            |
| 2011 | Áustria / Chéquia                               | 3º            |
| 2013 | Dinamarca / Polónia                             | 9º            |
| 2015 | Bulgária / Itália                               | 5º            |
| 2017 | Polónia                                         | 10º           |
| 2019 | Bélgica / Eslovênia / França / Países Baixos    | 3º            |
| 2021 | Chéquia / Estónia / Finlândia / Polónia         | 3º            |
| 2023 | Bulgária / Israel / Itália / Macedônia do Norte | 1º            |

### Liga das Nações
| Ano  | Sede    | Classificação |
| ---- | ------- | ------------- |
| 2018 | Lille   | 5º            |
| 2019 | Chicago | 3º            |
| 2021 | Rimini  | 2º            |
| 2022 | Bolonha | 3º            |
| 2023 | Gdansk  | 1º            |
| 2024 | Łódź    | 3º            |
| 2025 | Ningbo  | 1°            |

### Liga Mundial
| Ano  | Sede                    | Classificação |
| ---- | ----------------------- | ------------- |
| 1998 | Milão                   | 10º           |
| 1999 | Mar del Plata           | 8º            |
| 2000 | Roterdã                 | 8º            |
| 2001 | Katowice                | 7º            |
| 2002 | Belo Horizonte / Recife | 5º            |
| 2003 | Madri                   | 9º            |
| 2004 | Roma                    | 7º            |
| 2005 | Belgrado                | 4º            |
| 2006 | Moscou                  | 7º            |
| 2007 | Katowice                | 4º            |
| 2008 | Rio de Janeiro          | 5º            |
| 2009 | Belgrado                | 9º            |
| 2010 | Córdova                 | 10º           |
| 2011 | Gdansk–Sopot            | 3º            |
| 2012 | Sófia                   | 1º            |
| 2013 | Mar del Plata           | 11º           |
| 2014 | Florença                | 7º            |
| 2015 | Rio de Janeiro          | 4º            |
| 2016 | Cracóvia                | 5º            |
| 2017 | Curitiba                | 8º            |

### Liga Europeia
| Ano  | Sede             | Classificação |
| ---- | ---------------- | ------------- |
| 2014 | Salonica / Budva | 6º            |
| 2015 | Wałbrzych        | 3º            |

### Jogos Europeus
| Ano  | Sede | Classificação |
| ---- | ---- | ------------- |
| 2015 | Bacu | 4º            |

## Medalhas
| Evento             | Ouro | Prata | Bronze | Total |
| ------------------ | ---- | ----- | ------ | ----- |
| Jogos Olímpicos    | 1    | 1     | 0      | 2     |
| Campeonato Mundial | 3    | 2     | 0      | 5     |
| Copa do Mundo      | 0    | 3     | 1      | 4     |
| Copa dos Campeões  | 0    | 0     | 0      | 0     |
| Liga das Nações    | 2    | 1     | 3      | 6     |
| Liga Mundial       | 1    | 0     | 1      | 2     |
| Campeonato Europeu | 2    | 5     | 4      | 11    |
| Liga Europeia      | 0    | 0     | 1      | 1     |
| Jogos Europeus     | 0    | 0     | 0      | 0     |
| Total              | 8    | 11    | 9      | 28    |

## Elenco atual
Atletas convocados para integrar a seleção polonesa no Campeonato Mundial de 2022.
Técnico:  Nikola Grbić
| Camisa | Nome              | Posição    | Altura (m) | Peso (kg) | Clube atual                |
| ------ | ----------------- | ---------- | ---------- | --------- | -------------------------- |
| 3      | Jakub Popiwczak   | Líbero     | 1,80       | 70        | Jastrzębski Węgiel         |
| 5      | Łukasz Kaczmarek  | Oposto     | 2,04       | 99        | ZAKSA Kędzierzyn-Koźle     |
| 6      | Bartosz Kurek     | Oposto     | 2,05       | 104       | Wolfdogs Nagoya            |
| 7      | Karol Kłos        | Central    | 2,01       | 87        | PGE Skra Bełchatów         |
| 12     | Grzegorz Łomacz   | Levantador | 1,87       | 81        | PGE Skra Bełchatów         |
| 14     | Aleksander Śliwka | Ponteiro   | 1,98       | 83        | ZAKSA Kędzierzyn-Koźle     |
| 15     | Jakub Kochanowski | Central    | 1,99       | 83        | Asseco Resovia Rzeszów     |
| 16     | Kamil Semeniuk    | Ponteiro   | 1,94       | 85        | Sir Safety Susa Perugia    |
| 17     | Paweł Zatorski    | Líbero     | 1,84       | 73        | Asseco Resovia Rzeszów     |
| 18     | Bartosz Kwolek    | Ponteiro   | 1,93       | 80        | Aluron CMC Warta Zawiercie |
| 19     | Marcin Janusz     | Levantador | 1,95       | 81        | ZAKSA Kędzierzyn-Koźle     |
| 20     | Mateusz Bieniek   | Central    | 2,10       | 98        | PGE Skra Bełchatów         |
| 21     | Tomasz Fornal     | Ponteiro   | 2,00       | 92        | Jastrzębski Węgiel         |
| 72     | Mateusz Poręba    | Central    | 2,03       | 100       | Indykpol AZS Olsztyn       |